# Pseuderemias smithii
Pseuderemias smithii — вид ящірок родини ящіркових (Lacertidae). Мешкає в Східній Африці. Вид названий на честь американського лікаря і натураліста Артура Дональдсона Сміта.

## Поширення і екологія
Pseuderemias smithii мешкають на заході Сомалі, в Ефіопії та на півночі Кенії. Вони живуть в акацієво-комміфорових заростях та в напівпустелях. Зустрічаються на висоті від 300 до 1600 м над рівнем моря. Відкладають яйця.